# Cento (Włochy)
Cento – miasto i gmina we Włoszech, w regionie Emilia-Romania, w prowincji Ferrara.
Według danych na rok 2004 gminę zamieszkiwało 29 046 osób, 453,8 os./km².

## Miasta partnerskie
- Székesfehérvár, Węgry
- Vicente Lopez, Argentyna